# Группа одиннадцати

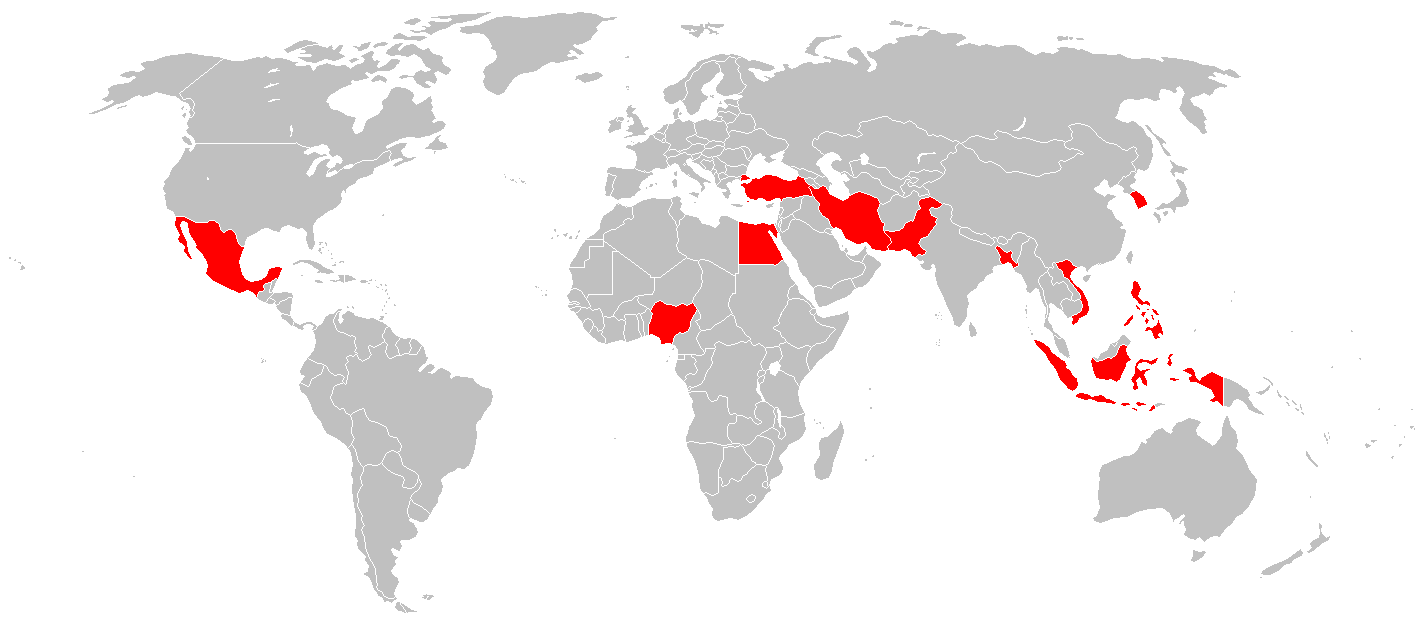
Государства «группы одиннадцати» выделены красным (слева направо): Мексика, Нигерия, Египет, Турция, Иран, Пакистан, Бангладеш, Индонезия, Вьетнам, Южная Корея, Филиппины

«Группа одиннадцати» (N-11 также Next Eleven) — обобщённое название 11 современных государств: Мексика, Нигерия, Египет, Турция, Иран, Пакистан, Бангладеш, Индонезия, Вьетнам, Южная Корея, Филиппины, выделенных Джимом О’Нилом, аналитиком Goldman Sachs, в качестве стран с высокой вероятностью превращения своих национальных экономик в крупнейшие локомотивы международной системы экономических отношений XXI века, наряду со странами БРИКС. Термин был введён в оборот в ежегодном отчёте агентства 15 декабря 2005 года.
Страны группы в основном пересекаются с совершившими ранее и совершающими ныне индустриализацию новыми индустриальными странами (НИС).
Необходимо отметить, что 7 стран из 11 (Нигерия, Египет, Турция, Иран, Пакистан, Бангладеш, Индонезия) одновременно являются ведущими странами исламского мира.

## Состав и параметры национальных экономик стран «Группы одиннадцати» и НИС

### Развитые страны —новые индустриальные страны
- Южная Корея — страна с высоким уровнем дохода национальной экономики[2], страна развитого рынка[3], страна с высоким уровнем образования, страна развитой демократии, страна-член ОЭСР, страна-член G20, страна-член АТЭС
- Мексика — страна с уровнем дохода национальной экономики выше среднего[2], страна развивающегося рынка 1-го уровня[3], страна с высоким уровнем образования, страна развивающейся демократии, страна-член ОЭСР, страна-член G20, страна-член АТЭС, страна-член НАФТА
- Аналогичными НИС «первой волны»[4][5] были Сингапур, Тайвань, Гонконг (также 4 «азиатских тигра» или «азиатские драконы») и латиноамериканские Аргентина, Бразилия.

### Новейшие индустриальные страны
- Филиппины — страна с уровнем дохода национальной экономики ниже среднего[2], страна развивающегося рынка 2-го уровня[3],страна со средним уровнем образования, страна развивающейся демократии, страна-член АТЭС, страна-член АСЕАН
- Турция — страна с уровнем дохода национальной экономики выше среднего[2], страна развивающегося рынка 2-го уровня[3], страна со средним уровнем образования, страна с двуполярной политической системой, страна-член ОЭСР, страна-член G20, страна-партнёр ЕС, страна-член ОЭС, страна-член НАТО
- Индонезия — страна с уровнем дохода национальной экономики выше среднего[2], страна со средним уровнем образования, страна развивающейся демократии, страна-член G20, страна-член АТЭС, страна-член АСЕАН
- Аналогичными НИС «второй», «третьей» и «четвертой» волн НИС[5] называются Малайзия, Таиланд, Чили.

### Развивающиеся страны — перспективные индустриальные страны
- Египет — страна с уровнем дохода национальной экономики ниже среднего[2], страна развивающегося рынка 2-го уровня[3], страна со средним уровнем образования, страна с авторитарным политическим режимом, страна-подписавшая Агадирское соглашение, страна-член COMESA/Соглашения о свободной экономической зоне в Восточной и Южной Африке
- Иран — страна с уровнем дохода национальной экономики ниже среднего[2], страна со слабо развитым рынком, страна со средним уровнем образования, страна с авторитарным политическим режимом, страна-член ОПЕК, страна-член ОЭС
- Нигерия — страна с низким уровнем дохода национальной экономики[2], страна со слабо развитым рынком[3], страна с низким уровнем образования, страна с авторитарным политическим режимом, страна-член ОПЕК
- Пакистан — страна с низким уровнем дохода национальной экономики[2], страна развивающегося рынка 2-го уровня[3], страна со средним уровнем образования, страна с двуполярной политической системой, страна-член ОЭС, страна-член СААРК
- Вьетнам — страна с низким уровнем дохода национальной экономики[2], страна со слабо развитым рынком[3], страна со средним уровнем образования, страна с авторитарным политическим режимом, страна-член АСЕАН

### Наименее развитые страны— возможные индустриальные страны
- Бангладеш — страна с низким уровнем дохода национальной экономики[2], страна со слабо развитым рынком[3], страна со средним уровнем образования, страна с двуполярной политической системой